# 丁克家
丁克家（ていこっか、1813年 - 1873年）は台湾において孝子とされる人物。1996年に中華民国教育部により『三十六孝（台湾新版）』に収録され、台湾で広く知られるようになった人物である。

## 事蹟
1813年に福建で生まれた丁克家は、1826年、13歳の時に台湾鹿港に移住し、父親の丁樸実と共に雑貨、海運店を経営し、丁克家が家業を継承した際に丁協源の称号を用いている。父親の丁樸実は晩年全盲となったが、丁克家がその父を大切に扱い、火災の時には背負って逃れたという故事が伝えられている。1873年に鹿港で逝去した。
1884年、丁克家の第六子である丁寿泉は進士に及第すると、亡父の孝行を顕彰する目的で牌坊を建立、同時に丁克家の位牌を祀り孝悌祠としている。
1996年、台湾の教育部は新たに『三十六孝』に丁克家を追加、台湾における道徳教育向上の教材として用いている。

## 参考資料
- 『台湾歴史辞典』
- 李昭容 『鹿港丁家之研究』（2002年）